# يوم الموظفين الإداريين

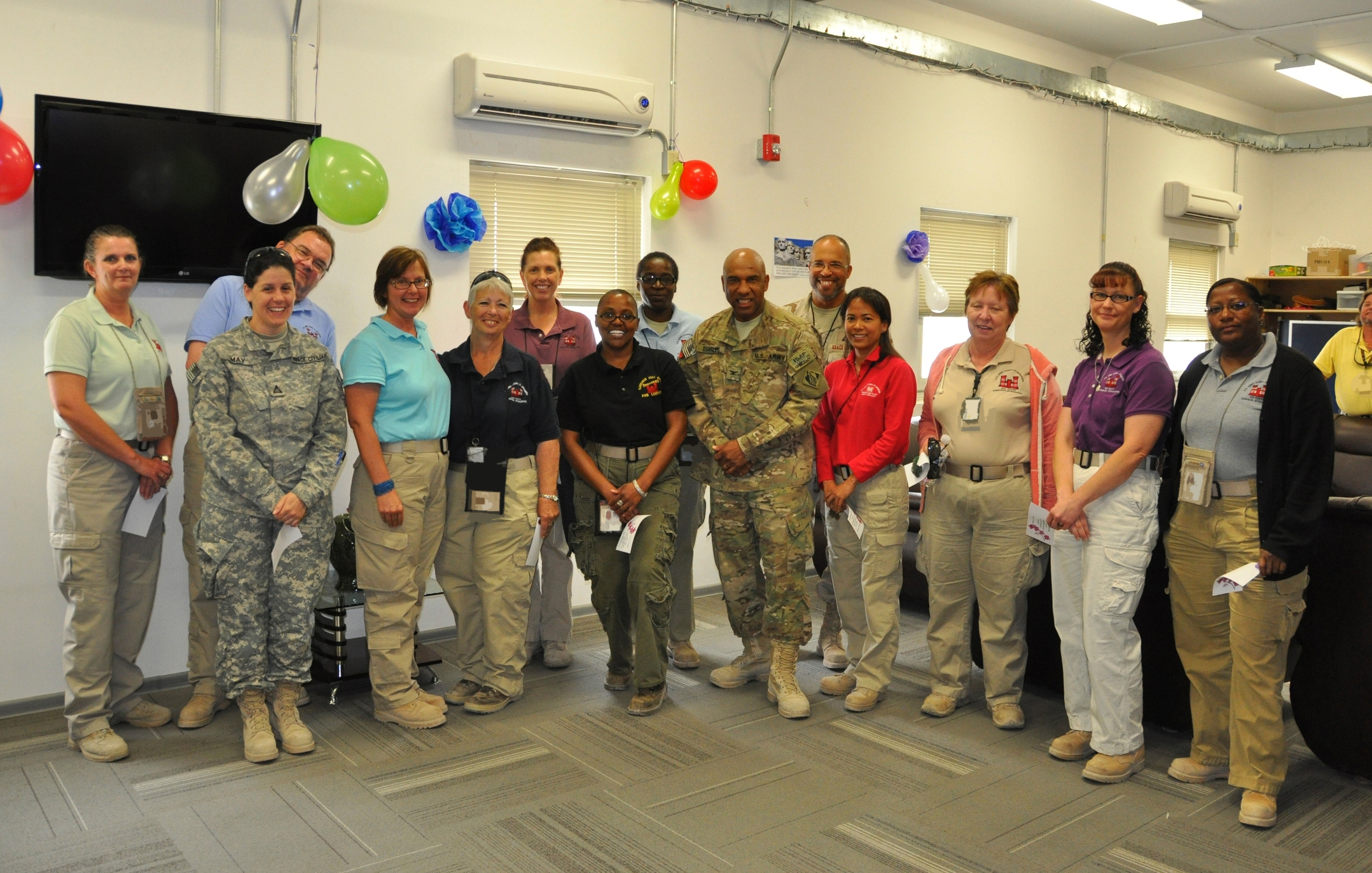
احتفال فيلق مهندسي الجيش الأمريكي بيوم المحترفين الإداريين

يوم المحترفين الإداريين (بالإنجليزية: Administrative Professionals Day) (المعروف أيضًا باسم يوم السكرتيرات Secretaries Day أو يوم الإداريين ) هو يوم يتم الاحتفال به سنويا في عدد قليل من البلدان، ولا يعتبر اليوم عطلة رسمية في أي منها. في بعض البلدان، يقع هذا اليوم ضمن أسبوع المحترفين الإداريين (آخر أسبوع كامل من شهر أبريل في الولايات المتحدة. يحتفل هذا اليوم بعمل السكرتيرات والمساعدين الإداريين والمساعدين التنفيذيين والمساعدين الشخصيين وموظفي الاستقبال وممثلي خدمة العملاء وغيرهم من المتخصصين في الدعم الإداري. عادةً ما يتم منح المحترفين الإداريين بطاقات وزهور وشوكولاتة ووجبات غداء.

## الاحتفال حسب البلد
- في الولايات المتحدة، [2] وكندا، [3] يتم الاحتفال به بشكل سنوي في يوم الأربعاء من الأسبوع الكامل الأخير من شهر أبريل.
- في جنوب أفريقيا، يتم الاحتفال به بشكل سنوي في أول أربعاء من شهر سبتمبر. [4]
- في أستراليا يتم الاحتفال به في أول جمعة من شهر مايو. [5]
- وفي البرازيل يتم الاحتفال به في 30 سبتمبر.[بحاجة لمصدر]

## تاريخه
في الولايات المتحدة وخلال الحرب العالمية الثانية، كان يوجد نقص في الموظفين الإداريين الماهرين بسبب انخفاض معدل المواليد في عصر الكساد الكبير وازدهار الأعمال التجارية بعد الحرب. تأسست جمعية السكرتارية الوطنية عام 1942 بهدف الاعتراف بمساهمات الموظفين الإداريين في الاقتصاد، ودعم تنميتهم الشخصية، والمساعدة في جذب العمال إلى المجال الإداري.
كانت الشخصيات الرئيسية التي أنشأت العطلة هي رئيسة رابطة السكرتيرات الوطنية، ماري باريت؛ ورئيس شركة ديكتافون، سي. كينج وودبريدج؛ ومديري العلاقات العامة في شركة يونج آند روبيكام، هاري إف. كليمفوس وديرين بول.
تم تغيير اسم جمعية السكرتيرات الوطنية إلى السكرتيرات المحترفين الدوليين عام 1981 وإلى الجمعية الدولية للمحترفين الإداريين (IAAP) عام 1998. يوم المحترفين الإداريين هي علامة تجارية مسجلة برقم التسجيل 2475334 (الرقم التسلسلي 75/898930). المسجل هو IAAP.
تم الإعلان عن فترة الاحتفال الرسمية لأول مرة من قبل وزير التجارة الأمريكي تشارلز دبليو سوير باعتبارها "أسبوع السكرتيرات الوطنيين"، والذي أقيم في الفترة من 1- 7 يونيو 1952 وتم تحديد يوم الأربعاء 4 يونيو باعتباره يوم السكرتيرات الوطنيين. تم رعاية يوم السكرتيرات الأول من قبل جمعية السكرتيرات الوطنية بدعم من مجموعات الشركات.
عام 1955 تم نقل تاريخ الاحتفال بأسبوع السكرتيرات الوطني إلى الأسبوع الكامل الأخير من شهر أبريل، حيث تم الآن تعيين يوم الأربعاء باعتباره يوم المحترفين الإداريين. تم تغيير الاسم إلى أسبوع السكرتيرات المحترفات عام 1981 وأصبح أسبوع المحترفين الإداريين عام 2000 ليشمل المسؤوليات المتزايدة والمسميات الوظيفية الواسعة النطاق لموظفي الدعم الإداري في الاقتصاد الحديث. تم إنشاء الاحتفال الذي يستمر لمدة أسبوع من أجل توزيع الحجوزات في المطاعم والنوادي الريفية والأماكن الأخرى التي يتم فيها اصطحاب المحترفين الإداريين لتناول الغداء.

## الانتقاد
يرى البعض أن هذا اليوم هو اختراع من قبل تجار وباعي الزهور والبطاقات والحلويات لزيادة المبيعات بين عيد الفصح وعيد الأم، وهو الأحد الثاني من شهر مايو في الولايات المتحدة. وقد قيل أيضا أن الهدايا التقليدية من الزهور والبطاقات تشير بشكل غير مقصود إلى العيد والدور الإداري باعتبارهما ذات مغزى جنسي، حيث أن هذه الهدايا عادةً ما تكون أنثوية، وأن تخصيص يوم محدد للاحتفال بالمحترفين الإداريين يعزلهم عن بقية زملائهم في مكان العمل.

## روابط خارجية
- Administrative Professionals Day - nationaltoday